# قلعة العليقة

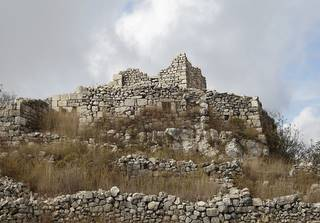
قلعة العليقة.

قلعة العليقة قلعة تقع في محافظة طرطوس السورية في سلسلة جبال الساحل السوري.